# Lycée Adrien-Zeller
Le lycée Adrien-Zeller est un établissement d'enseignement secondaire de l'académie de Strasbourg, situé à Bouxwiller. Ce bâtiment construit entre 1881 et 1885 se situe sur l'emplacement du château de Bouxwiller tombé en ruines sous la Révolution et l'Empire napoléonien. L'édifice actuel est inscrit à l'inventaire préliminaire des monuments historiques français depuis le 15 octobre 2009.
Lors des mois d'octobre et novembre 2012, le lycée a fêté les "400 ans d'enseignement secondaire à Bouxwiller"

## Histoire

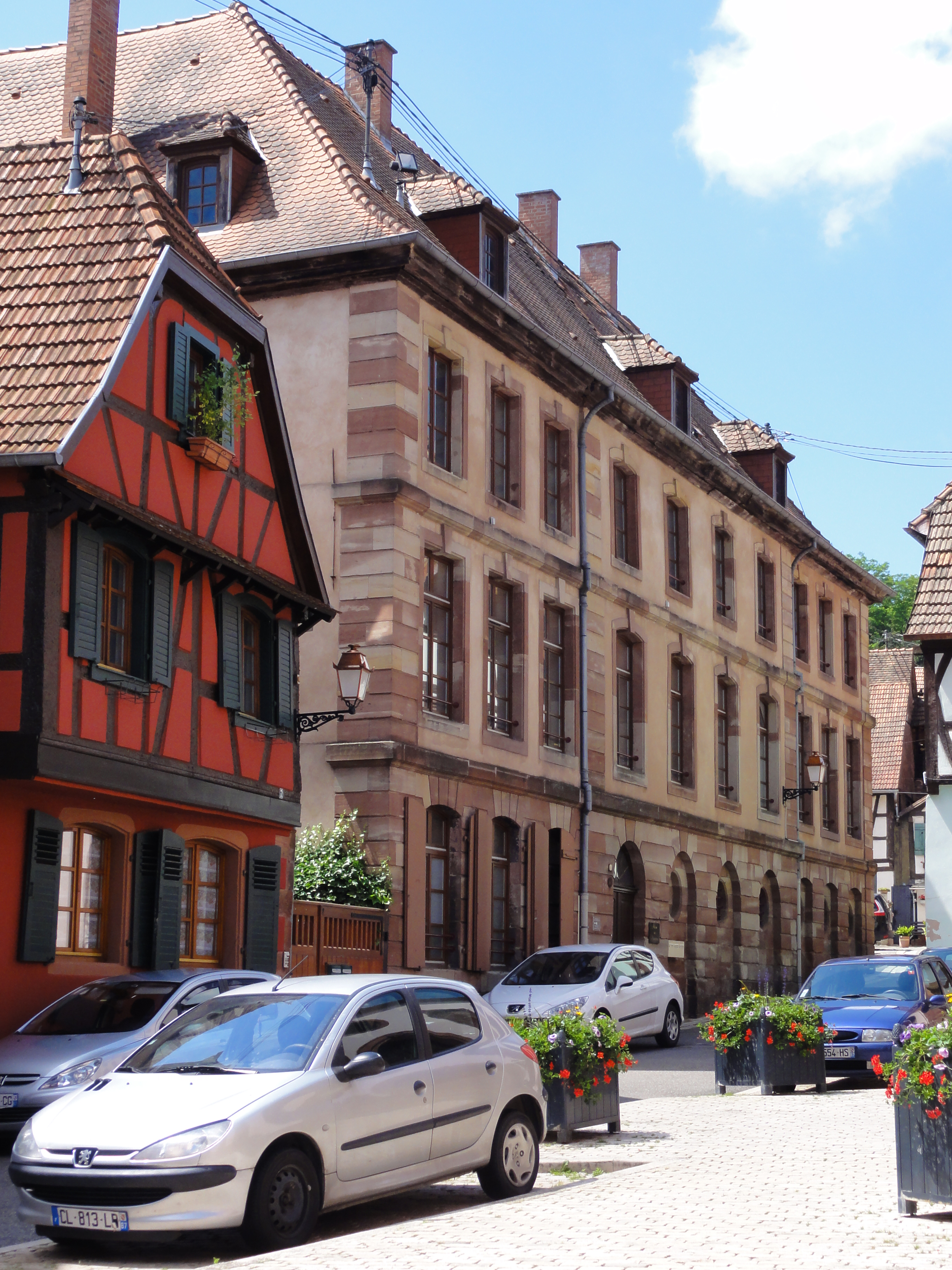
Ancien collège (1751), 8 rue de l’Église

En 1612, un collège s'installa dans un bâtiment de trois classes pour accueillir ses élèves. Il était contrôlé par le consistoire luthérien du comté de Hanau-Lichtenberg et se situait rue de l'Église. En 1748, ce local s'avérant trop petit, un autre bâtiment de 26 mètres de long fut construit à la même place. Cette construction est toujours visible en 2010 mais sert à accueillir des associations. Cette institution a surtout éduqué la jeunesse luthérienne du Nord de l'Alsace. Le cycle de l'enseignement se déroulait sur une période de trois années d'enseignement primaire puis en six années d'enseignement secondaire. Les matières de bases étant le grec, le latin, l'hébreu et la religion.
En 1793, en raison des troubles révolutionnaires l'établissement ferma ses portes. En 1804, une nouvelle institution communale prit le relais dans les mêmes locaux avec trois enseignants et un directeur. En raison de problèmes financiers le collège connut une longue période de décadence. En 1846, on ne comptait plus que 36 élèves. Durant sept années à partir de 1847, le collège fut réorganisé et dirigé par Édouard Charles Goguel. En 1854, on compta 180 élèves (89 à l'école primaire et 91 au collège). De 1854 à 1871, année de son décès, le collège fut dirigé par Henri Albert Herdner.

## Le lycée wilhelmien

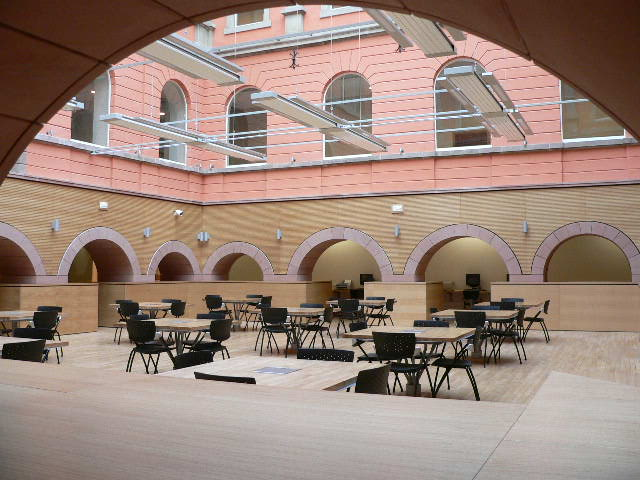
Vue sur le CDI, ancien jardin intérieur excavé.

L'édifice construit selon les plans de l'architecte Maximilien Metzenthin se situe en partie sur les douves arrières du château résidentiel des comtes de Hanau-Lichtenberg. La première pierre fut posée le 15 juillet 1881 lors d'une cérémonie rassemblant élèves, professeurs et autorités municipales et ecclésiastiques. Le 22 janvier 1884, en visite sur le chantier, un accident causa la mort de Auguste Kellermann, maire de Bouxwiller. Le bâtiment fut réceptionné quelques mois plus tard, le 23 décembre 1884. Les premiers cours débutèrent le 5 janvier 1885 avec un effectif de 176 élèves (141 protestants, 7 catholiques et 28 israélites). La dalle commémorant la création et l'inauguration de l'école latine en 1612 par le comte Johann Reinhard I de Hanau-Lichtenberg, soustraite à l'ancien collège, a été encastrée dans le grand vestibule d'entrée. En 1886, le buste en bronze de Charles Henri Schattenmann dont la générosité avait rendu la construction du lycée possible, fut mis en place dans le jardin intérieur. Ce jardin n'existe plus. Excavé, cet espace est maintenant couvert par un toit en verre et abrite le centre de documentation et d'information (CDI). La construction est un quadrilatère à quatre ailes s'articulant autour du CDI de forme carrée. Du côté de la place du Château on remarque un léger avant-corps central. Toutes les façades extérieures sont appareillées en grès avec des baies, des niches, des lucarnes et des pignons imitant le style Renaissance. Les façades intérieures donnant sur le nouveau CDI sont crépies. La grande salle de l'étage (ancien CDI) a des fenêtres géminées en plein cintre, vers la place et vers l'ancien jardin intérieur.

## Classement du Lycée
En 2015, le lycée se classe 24e sur 37 au niveau départemental quant à la qualité d'enseignement, et 1055e au niveau national. Le classement s'établit sur trois critères : le taux de réussite au bac, la proportion d'élèves de première qui obtient le baccalauréat en ayant fait les deux dernières années de leur scolarité dans l'établissement, et la valeur ajoutée (calculée à partir de l'origine sociale des élèves, de leur âge et de leurs résultats au diplôme national du brevet).